# Szarru-emuranni
Szarru-emuranni (akad. Šarru-ēmuranni, tłum. „Król wybrał mnie”) – wysoki dostojnik, gubernator prowincji Zamua za rządów asyryjskiego króla Sargona II (722-705 p.n.e.); według asyryjskich list i kronik eponimów w 712 r. p.n.e. sprawował urząd limmu (eponima).